# Ematurga radiata
Ematurga radiata là một loài bướm đêm trong họ Geometridae.